# Kalkkögel
De Kalkkögel zijn een bergketen behorend tot de Stubaier Alpen in het Oostenrijkse Tirol. De hoogste bergtop in deze kleine bergketen is de 2804 meter hoge Schlicker Seespitze.
De Kalkkögel bestaan uit Triaskalksteen, dat gelegen is op de ondergrond van Gneis van het oergesteente. Omdat de Kalkkögel lijken op de Dolomieten worden ze ook wel de Noord-Tiroler Dolomieten genoemd.
In 1983 werd het Ruhegebiet Kalkkögel gevormd, dat met 77,7 km² bijna de gehele Kalkkögel en het omliggende gebied omvat. De Kalkkögel zijn thans een geliefd wandel- en klimgebied en deelt met de omgeving tevens eens skigebied, dat vanuit Fulpmes bereikbaar is. De Kalkkögel zijn tevens toegankelijk vanuit Grinzens over de Kemater Alm en de Adolf-Pichler-Hütte of via de Axamer Lizum. Andere ondersteuningspunten zijn de Starkenburger Hütte en de Birgitzkopfhütte.

## Literatuur

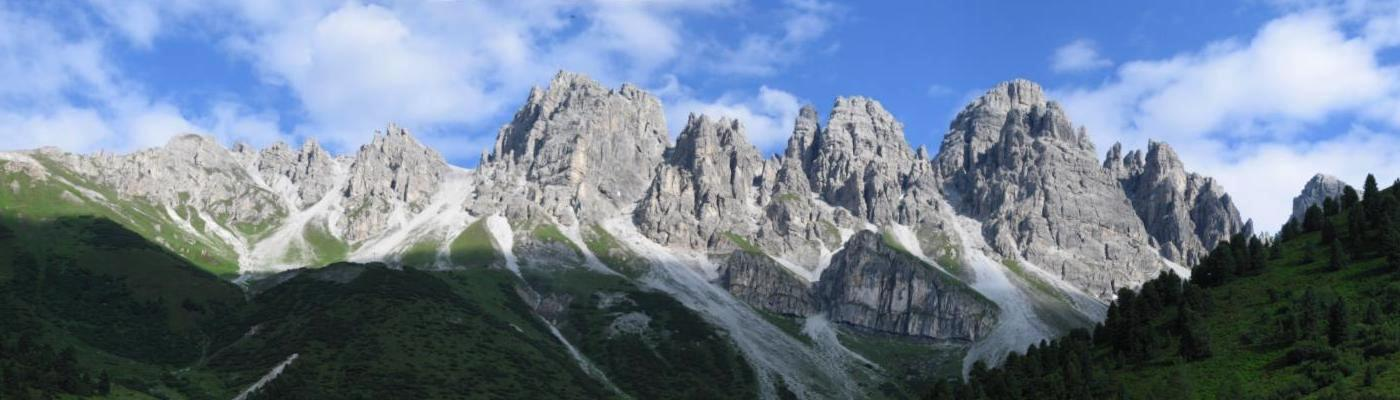
De Kalkkögel vanaf de Kemater Alm (Senderstal)